# 馬庫斯·德瑞克森
馬庫斯·拉沙德·德瑞克森（1996年2月1日—）為美國男子籃球運動員，最後效力於韓國籃球聯賽首爾三星雷霆。
2018年德瑞克森自乔治城大学畢業時投入NBA选秀但落選，2018-19賽季與金州勇士簽下雙向合約，總計代表金州勇士出賽11場，場均數據為4.2分、1.2籃板。2020年6月韓國籃球聯賽釜山KT音速彈宣布與德瑞克森簽下2020-21賽季合約。2021年12月高陽獵戶座宣布引進德瑞克森取代米羅斯拉夫·拉杜利察，但德瑞克森服用的鎮靜劑當中有違反韓國法規的兴奋剂成分，導致無法加盟高陽獵戶座。2022年8月首爾三星雷霆宣布延攬德瑞克森。2024年8月首爾三星雷霆宣布德瑞克森加盟球隊。2025年2月26日，德瑞克森被格伦·罗宾逊三世頂替。

## 外部連結
- 馬庫斯·德瑞克森在fiba.basketball（英语）
- 馬庫斯·德瑞克森在NBA（英语）
- 馬庫斯·德瑞克森在韓國籃球聯賽（英语）
- 馬庫斯·德瑞克森在Basketball-Reference.com（NBA）（英语）
- 馬庫斯·德瑞克森在Basketball-Reference.com（NBA G聯盟）（英语）
- 馬庫斯·德瑞克森在Sports-Reference.com（NCAA）（英语）
- 馬庫斯·德瑞克森在Eurobasket.com（球員）（英语）
- 馬庫斯·德瑞克森在Proballers（英语）
- 馬庫斯·德瑞克森在RealGM（英语）
- 馬庫斯·德瑞克森在Flashscore（英语）